# David Jarolím
David Jarolím, češki nogometaš in trener, * 17. maj 1979, Čáslav, Češkoslovaška.
Jarolím je nekdanji nogometaš, ki je igral na poziciji veznega igralca. Kljub temu, da je imel le en nastop za reprezentanco, je bil izbran za nastop na Svetovnem prvenstvu v nogometu leta 2006.
Njegov oče Karel, je nogometni trener in njegov brat prav tako Lukáš nogometaš.